# Datronia glabra
Datronia glabra är en svampart som beskrevs av Ryvarden 1987. Datronia glabra ingår i släktet Datronia och familjen Polyporaceae.   Inga underarter finns listade i Catalogue of Life.